# Чичеу-Джурджешть
Чичеу-Джурджешть, Чичеу-Джурджешті (рум. Ciceu-Giurgești) — село у повіті Бистриця-Несеуд в Румунії. Адміністративний центр комуни Чичеу-Джурджешть.
Село розташоване на відстані 351 км на північний захід від Бухареста, 38 км на захід від Бистриці, 61 км на північний схід від Клуж-Напоки.

## Населення
За даними перепису населення 2002 року у селі проживали 1033 особи. Рідною мовою 1032 особи (99,9%) назвали румунську.
Національний склад населення села:
| Національність | Кількість осіб | Відсоток |
| -------------- | -------------- | -------- |
| румуни         | 1000           | 96,8%    |
| цигани         | 32             | 3,1%     |